# دیافیز
تنهٔ استخوان یا دیافیز (به انگلیسی: Diaphysis) به قسمت وسط استخوان‌های بلند گفته می‌شود.
استخوان‌های بلند از سه قسمت تشکیل شده‌اند. قسمت وسط که بسیار محکم است را تنه استخوان (دیافیز) می‌نامند. دو سر استخوان که قدری بزرگتر و برجسته تر است را سر استخوان (اپی‌فیز) می‌گویند. بین اسر و تنه قسمتی از استخوان قرار گرفته که از جنس استخوان اسفنجی است. به این قسمت پهنهٔ استخوان (متافیز) می‌گویند.